# Kieler Sprotte

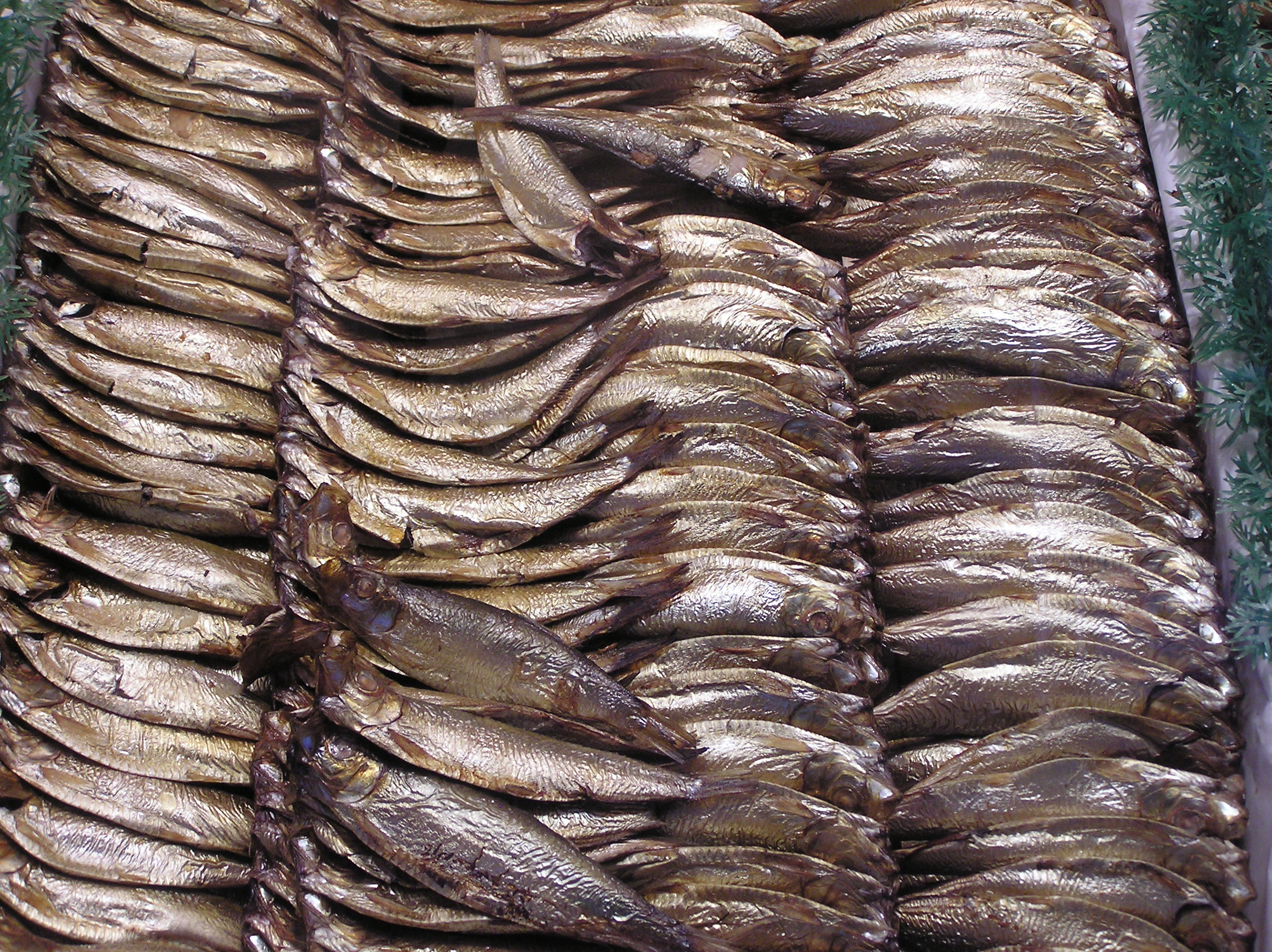
Kieler Sprotten

Kieler Sprotten sind eine Fischspezialität, die aus der Sprotte im Wesentlichen durch Räuchern hergestellt wird.

## Beschreibung
Die Sprotte ist ein heringsartiger Seefisch, der selten größer als 20 cm wird. Für die Herstellung von Kieler Sprotten werden kleinere Exemplare von rund 10 cm Länge und etwa 25 g Gewicht bevorzugt. Gelegentlich werden junge Heringe verwendet. Die Sprotte wird heute in ökonomisch nicht relevanten Mengen in der Ostsee um Kiel gefangen; vor über 100 Jahren war dies offenbar anders: „Auch an unseren Küsten, insbesondere an denen der Ostsee, werden alljährlich viele, bei Eckernförde allein durchschnittlich etwa sechzehn Millionen Sprotten gefangen, meist geräuchert und dann unter dem Namen »Kieler Sprotten« in alle Welt versendet“, schrieb Alfred Brehm 1884. Die größten Anlandungen stammen heutzutage vielmehr aus der Nordsee und dem Nordost-Atlantik.
Kieler Sprotten gelangen typischerweise in flachen Kisten aus rohem Holz in den Handel, in verschiedenen Größen, sowohl für Wiederverkäufer als auch für Endverbraucher. Sie können vollständig, inklusive Kopf und Schwanz („mit Kopp un Steert“) sowie mit Gräten verzehrt werden, da diese sehr weich und fein sind. Üblicher ist es allerdings, den Kopf, den Schwanz und die Hauptgräten nicht mitzuverzehren („Kopp un Steert sünt nix weert“). Dazu wird der Kopf abgetrennt, die Sprotte mit Daumen und Zeigefinger gefasst und an Bauch und Rücken leicht angedrückt. Nun kann der Schwanz mit der Hauptgräte vorsichtig aus der Sprotte herausgezogen werden, ohne den Sprottenkörper zu öffnen.

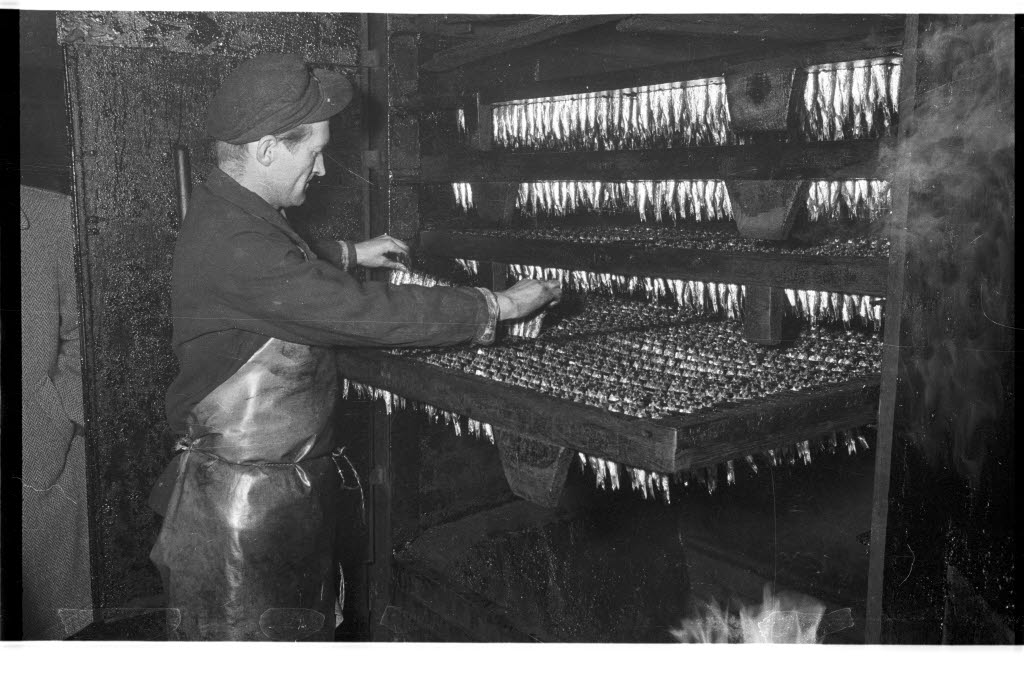
Räucherofen mit Kieler Sprotten auf dem Seefischmarkt (1957)

„Echte Kieler Sprotten“ werden im traditionellen Altonaer Ofen über Buchen- und Erlenholz geräuchert. Vielerorts ist der Altonaer Ofen jedoch modernen, gasbefeuerten Räucheröfen gewichen. Damit geht aber ein gutes Stück des typischen Geschmacks verloren. „Echte Kieler Sprotten“ müssen zudem aus dem Großraum der Kieler Bucht stammen.

## Namensherkunft
Umstritten ist, wieso die Kieler Sprotte den Namen Kiels trägt. Eine in Eckernförde verbreitete Geschichte ist, dass die Sprotten in Eckernförde hergestellt wurden und die Kisten auf dem Transportweg im nächstgelegenen Kieler Hauptbahnhof einen großen Versandstempel erhielten, der dann den Eindruck der Herstellung in Kiel erweckte.
Tatsächlich wurden Kieler Sprotten jedoch bereits in der Neusten Länder- und Völkerkunde von 1809 erwähnt: „Die Kieler Bücklinge und Sprotten werden sehr geschätzt“. Da diese Erwähnung der Kieler Sprotte bereits 35 Jahre vor der Eröffnung der Eisenbahnstrecke Altona-Kiel 1844 erfolgte, kann der Kieler Versandstempel nicht der Grund für den Namen Kieler Sprotte sein, vielmehr ist die Sprotte eine originär Kieler Spezialität, die später auch in Eckernförde produziert wurde. Der schon bekannte Name Kieler Sprotte wurde beibehalten.
Ein noch älterer Hinweis auf Kiel als Ursprungsort der Kieler Sprotte findet sich im Gedicht Urians Reise um die Welt von Matthias Claudius aus dem Jahr 1786. Dort heißt es: „D’rauf kauft’ ich etwas kalte Kost / und Kieler Sprott und Kuchen.“

## Weitere Bedeutungen
Im übertragenen Sinne wird der Begriff „Kieler Sprotte“ für einen alteingesessenen oder gebürtigen Bürger Kiels, egal welchen Geschlechts, verwandt.
In manchen Geschäften der Region wird auch eine Schokoladenversion angeboten, die – Katzenzungen ähnlich – in der Form und durch die Verpackung in einer kleinen Holzkiste die Fischspezialität imitiert. In Kiel wird durch die Kieler Spirituosen Manufaktur von Bartels-Langness der Aquavit „Kieler Sprotte“ produziert, der sich dadurch auszeichnet, dass er nach alter Tradition auf der Sprottenroute quer durch die Kieler Förde gefahren wird.
An die Kieler Sprotten angelehnt ist auch der Name Sprottenflotte für einen Fahrradverleih in Kiel und Umgebung. Der Fahrradverleih wurde von 2019 bis 2023 von Nextbike betrieben. 2023 übernahm Donkey Republic den Vertrieb.